# Новосибирска митрополија
Новосибирска митрополија (рус. Новосибирская митрополия) митрополија је Руске православне цркве.
Образована је одлуком Светог синода од 28. децембра 2011, а налази се у оквиру граница Новосибирске области. У њеном саставу се налазе четири епархије: Новосибирска, Искитимска, Карасукска и Кајинска.